# Хоумланд (Калифорнија)
Хоумланд (енгл. Homeland) насељено је место без административног статуса у америчкој савезној држави Калифорнија.

## Демографија
По попису из 2010. године број становника је 5.969, што је 2.259 (60,9%) становника више него 2000. године.
| Група             | 2000.         | 2010.         |
| Белци             | 2.479 (66,8%) | 2.575 (43,1%) |
| Афроамериканци    | 29 (0,8%)     | 130 (2,2%)    |
| Азијати           | 19 (0,5%)     | 49 (0,8%)     |
| Хиспаноамериканци | 1.102 (29,7%) | 3.110 (52,1%) |
| Укупно            | 3.710         | 5.969         |